# بوينغ 377
بوينغ 377 سترتوكروزر (بالإنجليزية: Boeing 377)‏ هي طائرة رحلات جوية كبيرة وطويلة المدى بأربع محركات أنتجت بعد الحرب العالمية الثانية في الولايات المتحدة. من صناعة بوينغ. تم تطويرها من بوينغ سي-97 سترتوفريتر، والتي بدورها أشتقت من قاذفة القنابل الثقيلة بوينغ بي-29 سوبر فورترس والتي تستخدم لنقل القوات. وكان أول رحلة للبوينغ 377 سترتوكروزر يوم 8 يوليو 1947. وكانت تستخدم بشكل أساسي من قبل خطوط بان أمريكان العالمية. كان أول طيران لها في 8 يوليو 1947. انتهت خدمتها في 1963. صنع منها 56 طائرة.

## طرازات أخرى
- آيرو سبيسلاينز بريجنانت جابي
- آيرو سبيسلاينز سوبر جابى
- آيرو سبيسلاينز مينى جابى